# Serra del Pla de la Guaitada
La Serra del Pla de la Guaitada és una serra amb una elevació màxima de 1.391 metres repartida administrativament entre els municipis de Camprodon, Ogassa i Sant Joan de les Abadesses a la comarca del Ripollès.